# Beate Mayer
Beate Mayer (* 18. Februar 1962) ist eine ehemalige deutsche Fußballspielerin.

## Karriere
Beate Mayer, die hauptberuflich als Krankengymnastin tätig war und bis 1986 für den SV Viktoria Herxheim spielte, gehörte zur Saison 1990/91 als Mittelfeldspielerin der ersten Bundesligamannschaft des TuS Niederkirchen an. In der zweigleisigen Bundesliga ging sie mit ihrer Mannschaft als Zweitplatzierter der Gruppe Süd hervor und war damit – wie auch der Erstplatzierte FSV Frankfurt – für die Endrunde um die Deutsche Meisterschaft qualifiziert. Im Halbfinale, das in Hin- und Rückspiel ausgetragen wurde, verlor ihre Mannschaft im Gesamtergebnis mit 3:4 gegen den späteren Deutschen Meister TSV Siegen. In der Folgesaison bot sich die gleiche Konstellation, auch im Hinblick auf das Halbfinale, das mit der 1:4-Niederlage deutlicher ausfiel. 
Am Saisonende 1992/93 ging ihr Verein als Sieger der Gruppe Süd mit sieben Punkten vor dem FSV Frankfurt hervor. Im Halbfinale, das in Hin- und Rückspiel ausgetragen wurde, gewann sie mit ihrer Mannschaft im Gesamtergebnis mit 5:4 gegen Grün-Weiß Brauweiler, dem Zweitplatzierten der Gruppe Nord.
In dem am 20. Juni 1993 im Waldstadion von Limburgerhof vor 5000 Zuschauern ausgetragenen Finale gegen den TSV Siegen, dass dank zweier Tore von Heidi Mohr – nach einem 0:1-Rückstand durch Silvia Neid – mit 2:1 n. V. gewonnen wurde, kam sie über die komplette Spieldauer zum Einsatz.

## Erfolge
- Deutscher Meister 1993